# Eaten by Sheiks
Eaten by Sheiks war eine Independent-Rock-Band aus Hamburg. Die Band wurde 1995 in Göttingen gegründet und 2010 aufgelöst.

## Geschichte
Bereits im Gründungsjahr 1995 unternahm Eaten by Sheiks eine erste dreiwöchige Tournee durch Deutschland und Tschechien. Im darauffolgenden Jahr kam die Gruppe in Kontakt mit dem Produzenten und Toningenieur Willi Dammeier (Institut für Wohlklangforschung, Hannover), der das Debütalbum der Band, die Vinyl-LP In my Head, aufnahm und produzierte; der Beginn einer jahrelangen Zusammenarbeit. Im Jahr 1999 bekundete das Plattenlabel WEA Records Interesse und bot der Band eine Vorschusszahlung an, geknüpft an die Forderung nach eingängigerem Songmaterial. Nach einem Konzert im Hamburger Schlachthof wurde das Angebot jedoch durch die A&R-Abteilung des Labels zurückgezogen.
Im Jahr 2000 zog die Band von Göttingen nach Hamburg um und unternahm im selben Jahr eine ausgedehnte Deutschland-Tournee. Es folgte eine Zusammenarbeit mit dem Produzententeam Moertec und dem Horus-Studio. Zu dieser Zeit drohte sich Eaten by Sheiks jedoch aufgrund künstlerischer Auseinandersetzungen und kreativer Erschöpfung aufzulösen. Eine Wende trat mit der Gründung des Plattenlabels Ragaprong Records ein, auf dem 2002 das Album Come Away veröffentlicht wurde. 2003 spielte die Band im Vorprogramm auf der Tournee der Gruppe Wir sind Helden und erhielt außerdem die Auszeichnung hamburgdesignpreis für die Gestaltung der Band-Website.
Eaten by Sheiks unterzeichneten im Jahr 2004 einen Vertrag mit dem Musikunternehmen SPV, welches im darauffolgenden Jahr den Vertrieb von Our last first Record, dem fünften Album der Gruppe übernahm. Die Produktion und Veröffentlichung des Musikvideos I like it und eine weitere Deutschland-Tournee folgten. In den Jahren 2006 bis 2007 nahm die Band das nächste, Bold betitelte Album auf, das von Gregor Hennig und Eaten by Sheiks produziert wurde und im Jahr 2008 veröffentlicht wurde. (Bereits 2007 hatte Gitarrist Jürgen Ufer die Gruppe zugunsten seiner eigenen Band mit dem Namen Kleine Schwester verlassen.) Es folgte eine deutschlandweite Clubtour und eine Support-Tour für die Band Madsen durch Deutschland und Österreich. 2010 beschlossen die aktuellen Mitglieder der Band die Auflösung von Eaten by Sheiks um sich anderen Projekten widmen zu können.

## Stil
Seit Bestehen der Band zeichnete sich Eaten by Sheiks durch stilistische Vielfalt aus. Die musikalischen Stile auf ihren einzelnen Veröffentlichungen variierten stark: War die Musik auf dem Debütalbum In My Head noch von Alternative Rock im Stil der Bands Motorpsycho und dEUS beeinflusst, folgte mit dem Nachfolgealbum Traxdata Vol. 1 eine musikalische Collage aus experimentellen Proberaummitschnitten – mit Radiorecorder aufgenommen und zum Teil mit der Beteiligung von DJs – welche nachträglich digital bearbeitet und verfremdet wurden.
Nach zwei poppig-elektronisch orientierten CDs, Monsterwomanwife und Monsterwomanmusic, sowie einem weiteren Album mit größtenteils sphärischen Klängen und Flüstergesang (Come Away) kehrte Eaten by Sheiks im Jahr 2004 mit dem Album Our Last First Record wieder zu rockigeren Klängen zurück. Das im Frühjahr 2008, nach dem Ausscheiden des langjährigen Gitarristen Jürgen Ufer erschienene Album Bold, produziert von Eaten by Sheiks und Gregor Hennig, markiert in mehrfacher Hinsicht eine erneute deutliche Veränderung der Band: Das Album wurde am Computer komponiert und vorproduziert, auf ihm kommen mehrstimmige Chor-Arrangements zum Einsatz, und im Vergleich zu den Vorgängeralben wirken Klang und Produktion rauer und vielschichtiger.
Bei ihren Live-Konzerten fiel die Band unter anderem durch den optischen Gegensatz zwischen einem mit statischer Motorik auftretenden Sänger und den im Konzertverlauf zunehmend sportlicher auf der Bühne agierenden Instrumentalisten auf.

## Diskografie

### Alben
- 1996: In My Head (Ragaprong)
- 1998: Traxdata No. 1 (Ragaprong)
- 1999: Monsterwomanwife (Ragaprong)
- 2002: Come Away (Ragaprong)
- 2004: Our Last First Record (Marvin Records, SPV GmbH)
- 2008: Bold (Ragaprong)

### EPs
- 2000: Monsterwomanmusic (Ragaprong)

### Beiträge zu Kompilationen
- 1997: Sunshine in My Eyes auf Andigo No. 8
- 2004: Say My Name auf Sounds for Nature-Sampler vom Bund für Umwelt und Naturschutz, unter anderem mit Fettes Brot
- 2005: Disco3000 auf Wahrschauer-Fanzine-Sampler
- 2005: Execute auf Visions-Magazin-Sampler
- 2005: Say My Name auf SPV-Alternative-Sampler Ich zahl nicht mehr, unter anderem mit Monster Magnet